# Poigny-la-Forêt
Poigny-la-Forêt är en kommun i departementet Yvelines i regionen Île-de-France i norra Frankrike. Kommunen ligger i kantonen Rambouillet som tillhör arrondissementet Rambouillet. År 2022 hade Poigny-la-Forêt 930 invånare.

## Befolkningsutveckling
Antalet invånare i kommunen Poigny-la-Forêt
| Referens: INSEE |